# Präsidentschafts- und Parlamentswahl in Kenia 1992
Die Präsidentschafts- und Parlamentswahl in Kenia 1992 fand am 29. Dezember statt. Bei ihr wurden der Staatspräsident und die Mitglieder der Nationalversammlung gewählt.
Die Präsidentschaftswahl war die erste Direktwahl eines Präsidenten von Kenia. Die bisherigen Präsidenten des Landes waren jeweils durch die Nationalversammlung bestimmt worden.
Die ersten Mehr-Parteien-Wahlen seit der Unabhängigkeit wurden durch den Vorwurf des Wahlbetrugs und durch gezielte ethnische Gewalt in der Provinz Rift Valley überschattet. Human Rights Watch warf verschiedenen prominenten kenianischen Politikern, darunter auch Präsident Daniel arap Moi und Vizepremierminister George Saitoti vor, die Gewalttätigkeiten ausgelöst und organisiert zu haben.
Sieben Kandidaten traten gegeneinander an, Gewinner der wahl war Daniel arap Moi, der zu dem Zeitpunkt Kenia bereits seit 14 Jahren regierte.

## Ergebnis

### Präsidentschaftswahl
| Kandidaten                                                    | Parteien                                 | Stimmen   | %    |
| ------------------------------------------------------------- | ---------------------------------------- | --------- | ---- |
| Daniel arap Moi                                               | Kenya African National Union             | 1.962.866 | 36,3 |
| Kenneth Matiba                                                | FORD – Asili                             | 1.404.266 | 26,0 |
| Mwai Kibaki                                                   | Democratic Party                         | 1.050.617 | 19,5 |
| Jaramogi Oginga Odinga                                        | FORD – Kenya                             | 944.197   | 17,5 |
| George Anyona                                                 | Kenya Social Congress                    | 14.273    | 0,3  |
| Chibule wa Tsuma                                              | Kenya National Congress                  | 10.221    | 0,2  |
| John Harun Mwau                                               | Party of independent Candidates of Kenya | 8.118     | 0,2  |
| David Mukaru Ng'ang'a                                         | Kenya National Democratic Alliance       | 5.766     | 0,1  |
| Gesamt                                                        | Gesamt                                   | 5.400.324 | 100  |
|                                                               |                                          |           |      |
| Wahlberechtigte                                               | Wahlberechtigte                          | 7.898.541 |      |
|                                                               |                                          |           |      |
| Quelle: Report of the Constitution of Kenya review commission |                                          |           |      |

- Siehe auch: Dieter Nohlen, Elections in Africa: A Data Handbook (vorläufige Ergebnisse)

#### Nach Provinz
Jeweils die höchste Prozentzahl eines Kandidaten in einer Provinz ist fett markiert.
| Provinz                                                                                   | Moi       | %    | Matiba    | %    | Kibaki    | %    | Odinga  | %    | Sonst. | %   | Gesamt    |
| ----------------------------------------------------------------------------------------- | --------- | ---- | --------- | ---- | --------- | ---- | ------- | ---- | ------ | --- | --------- |
| Nairobi                                                                                   | 62.402    | 16,6 | 165.533   | 44,1 | 69.715    | 18,6 | 75.898  | 20,2 | 2.006  | 0,5 | 375.574   |
| Coast                                                                                     | 200.596   | 64,1 | 35.598    | 11,4 | 23.766    | 7,6  | 50.516  | 16,1 | 2.517  | 0,8 | 312.993   |
| North Eastern                                                                             | 57.400    | 78,1 | 7.440     | 10,1 | 3.297     | 4,5  | 5.237   | 7,1  | 86     | 0,1 | 73.460    |
| Eastern                                                                                   | 290.494   | 36,8 | 80.515    | 10,2 | 398.727   | 50,5 | 13.064  | 1,7  | 6.432  | 0,8 | 789.232   |
| Central                                                                                   | 21.882    | 2,1  | 621.368   | 60,1 | 372.937   | 36,1 | 10.765  | 1,0  | 7.064  | 0,7 | 1.034.016 |
| Rift Valley                                                                               | 994.844   | 67,8 | 274.011   | 18,7 | 111.098   | 7,6  | 83.945  | 5,7  | 3.605  | 0,2 | 1.467.503 |
| Western                                                                                   | 217.375   | 40,9 | 192.859   | 36,3 | 19.115    | 3,6  | 94.851  | 17,9 | 6.959  | 1,3 | 531.159   |
| Nyanza                                                                                    | 111.873   | 14,4 | 26.922    | 3,3  | 51.962    | 6,4  | 609.921 | 74,7 | 9.709  | 1,2 | 816.387   |
| Gesamt                                                                                    | 1.962.866 | 36,3 | 1.404.266 | 26,0 | 1.050.617 | 19,5 | 944.197 | 17,5 | 38.378 | 0,7 | 5.400.324 |
| Quelle: Chr. Michelsen Institute, The Kenya General Elections 1992, Juni 1993, Appendix B |           |      |           |      |           |      |         |      |        |     |           |

### Parlamentswahl
| Listen                             | Stimmen | %   | Mandate |
| ---------------------------------- | ------- | --- | ------- |
| Kenya African National Union       | –       | –   | 100     |
| Gesamt                             | 0       | 100 | 200     |
|                                    |         |     |         |
| Quelle: African Elections Database |         |     |         |